# Amkar Perm
Futbołnyj Klub „Amkar” Perm (ros. Футбольный клуб «Амкар» Пермь, /ɐmˈkar pʲɛrmʲ/) – rosyjski klub piłkarski z miasta Perm, położonego u podnóża Uralu.

## Historia

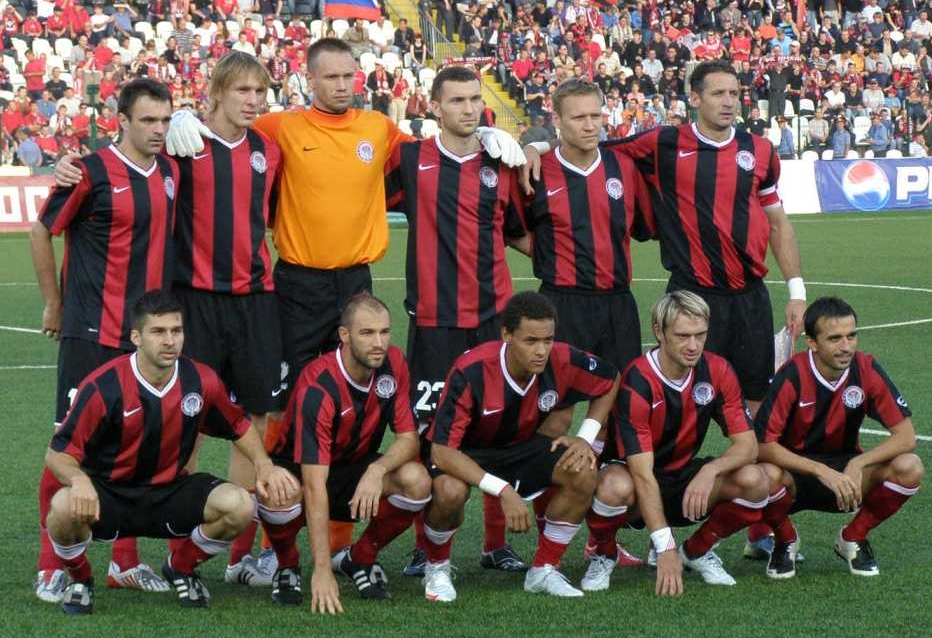
Drużyna Amkaru przed meczem z Fulham. 27 sierpnia 2009.

Drużyna Amkaru pierwsze mecze rozegrała w Pucharze Miasta Perm w maju 1993 roku jako zespół pracowników fabryki nawozów sztucznych. W 1994 roku zostali oni mistrzami Obwodu Permskiego, zaś w 1995 przekształcili się w profesjonalny, czwartoligowy klub. W 1996 roku awansowali do 3. ligi (Druga Dywizja) zaś w 1998 roku na zaplecze najwyższej ligi do Pierwszej Dywizji, w której zawsze znajdowali się w czołówce, jednak dopiero w 2003 roku udało im się ligę wygrać i awansować do Premier Ligi. W sezonie 2004 zajęli w niej 11., zaś w 2005 roku 12. miejsce.
Największym osiągnięciem klubu był finał Pucharu Rosji w 2008 roku.
Stadion Amkaru – Zwiezda Stadion – został pokryty sztuczną trawą w 2005, jako jedyny pierwszoligowy stadion w Rosji.
Z powodu niewypłacalności finansowej klub nie dostał licencji RFS na sezon 2018/19. 18 czerwca 2018 został rozwiązany, po tym gdy prezes klubu Giennadij Sziłow ogłosił, że klub nie złożył podania na otrzymanie licencji na grę w Rosyjskiej Drugiej Dywizji.
2 kwietnia 2021 nastąpiła reaktywacja klubu.

## Osiągnięcia
- 4. miejsce w Priemjer-Lidze: 2008
- Finalista Pucharu Rosji: 2008

### Europejskie puchary
Legenda do wszystkich tabel:
- Q – runda eliminacyjna, 1/16, 1/8, 1/4, 1/2 – odpowiednia faza rozgrywek, Grupa – runda grupowa, 1r gr – pierwsza runda grupowa, 2r gr – druga runda grupowa, F – finał, R – runda, PO – play-off
- k. – rzuty karne, los. – losowanie, Dogr. – dogrywka, w. – zasada bramek strzelonych na wyjeździe

| Sezon   | Rozgrywki   | Runda | Przeciwnik | Dom | Wyjazd | Ogólnie |
| ------- | ----------- | ----- | ---------- | --- | ------ | ------- |
| 2009/10 | Liga Europy | PO    | Fulham     | 1–0 | 1–3    | 2–3     |